# Riksdagen 1926
Riksdagen 1926 ägde rum i Stockholm.
Riksdagens kamrar sammanträdde i riksdagshuset den 11 januari 1926. Riksdagsarbetet inleddes ceremoniellt genom riksdagens högtidliga öppnande i rikssalen på Stockholms slott den 12 januari. Första kammarens talman var Hugo Hamilton (oberoende konservativ), andra kammarens talman var Bernhard Eriksson (S). Riksdagen avslutades den 10 juni 1926.